# Microlicia avicularis
Microlicia avicularis är en tvåhjärtbladig växtart som beskrevs av Carl Friedrich Philipp von Martius och Charles Victor Naudin. Microlicia avicularis ingår i släktet Microlicia och familjen Melastomataceae. Inga underarter finns listade i Catalogue of Life.